# Église Saint-Martin de Berny-Rivière
L'église Saint-Martin est une église située à Berny-Rivière, en France.

## Localisation
L'église est située sur la commune de Berny-Rivière, dans le département de l'Aisne.

## Historique
Le monument est inscrit au titre des monuments historiques en 1927. L'église Saint-Martin de Berny-Rivière a été achevée au XIVe siècle.